# Carl zu Wied
Friedrich August Maximilian Wilhelm Carl (Carl) Fürst zu Wied, graaf van Isenburg, heer van Runkel en Neuerburg (Neuwied, 27 oktober 1961 − 12 maart 2015) was de 8e vorst zu Wied en eigenaar en bewoner van het slot Neuwied.

## Biografie
De 8e vorst zu Wied was een zoon van Friedrich Wilhelm 7e vorst zu Wied (1931-2000) en diens eerste echtgenote Guda prinses zu Waldeck und Pyrmont (1939), dochter van SS-Obergruppenführer Jozias van Waldeck-Pyrmont (1896-1967). Na het overlijden van zijn vader werd hij hoofd van het huis Wied omdat zijn oudere broer Alexander (1960) in 2000 verzaakte aan zijn eerstgeboorterecht. (Formeel is hij volgens het Duitse naamrecht Prinz zu Wied; volgens familietraditie wordt hij echter aangeduid als Fürst zu Wied.)
Hij trouwde in 1998 met Isabelle prinses van Isenburg (1973), dochter van Franz Alexander vorst van Isenburg (1943) en lid van de familie Isenburg, uit welk huwelijk vier kinderen werden geboren.

### Overlijden

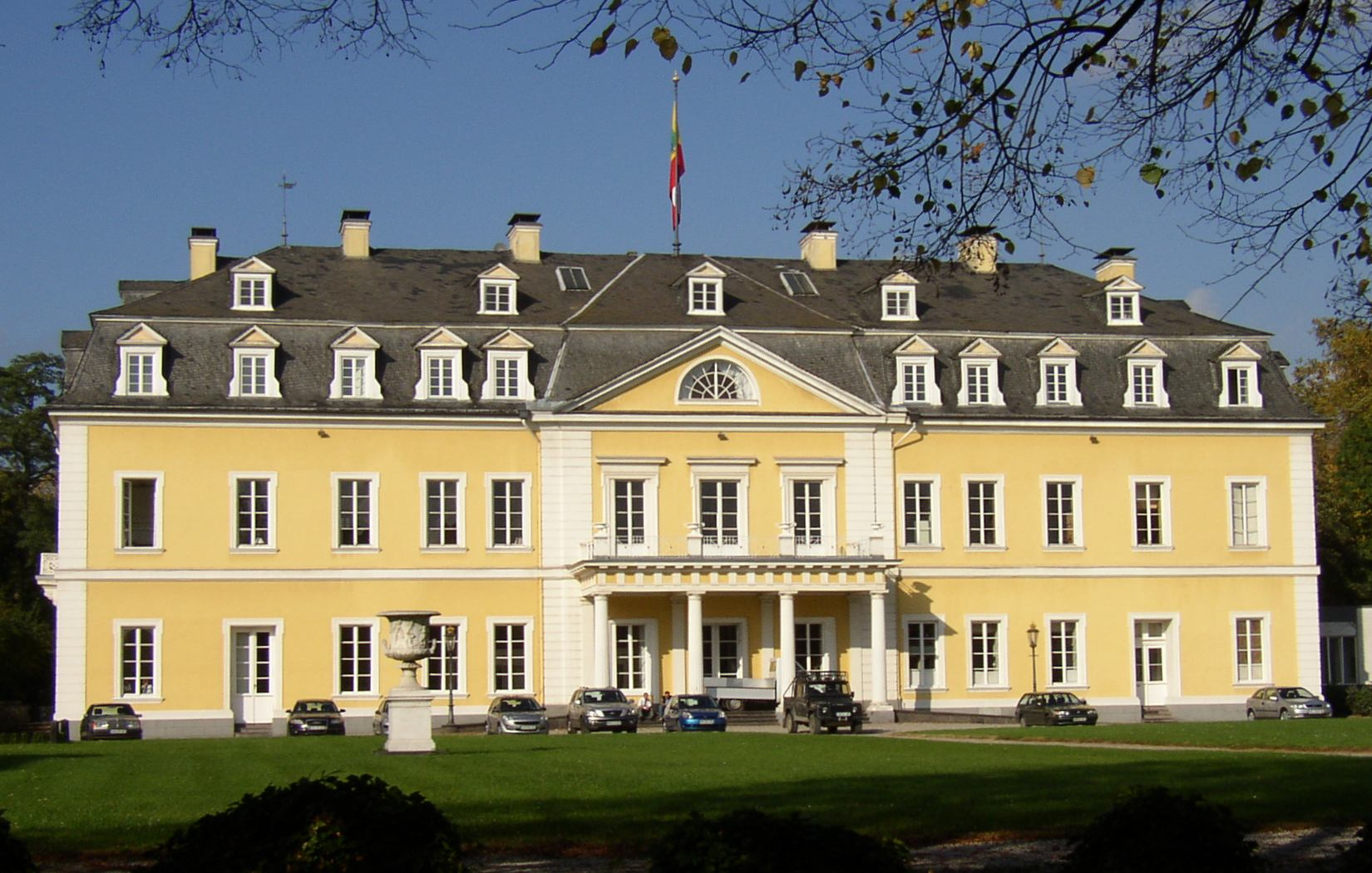
Stamslot van de Fürsten zu Wied

Zu Wied overleed onverwacht op 12 maart 2015 aan de gevolgen van een hartaanval. Minister-president Malu Dreyer van Rijnland-Palts prees de inzet van de vorst voor de natuur. Hij was kort voor zijn overlijden voorzitter geworden van acht natuurparken in de Duitse deelstaat. Als hoofd en vorst van het huis Wied is hij opgevolgd door zijn oudste zoon Maximilian (1999).